# Zwillinge (Tierkreiszeichen)

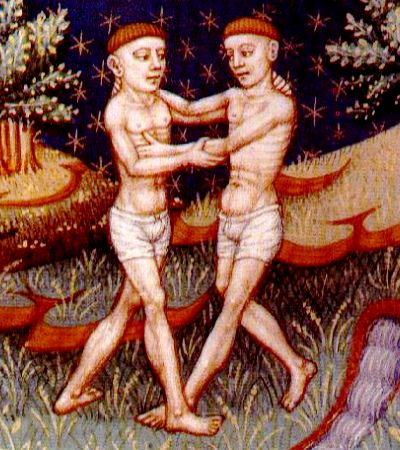
Die Zwillinge in einem mittelalterlichen Manuskript

Astrologisches Symbol der Zwillinge

Das Tierkreiszeichen Zwillinge (altgriechisch δίδυμοι Dídymoi, lateinisch Gemini) entspricht dem dritten Abschnitt des Tierkreises von 60° bis 90° ekliptikaler Länge ab dem Frühlingspunkt.
Die Sonne befindet sich im Mittel in der Zeit zwischen 21. Mai und 21. Juni in diesem Zeichen. Aufgrund der Wanderung des Frühlingspunktes entspricht das Tierkreiszeichen Zwillinge heute nicht mehr dem Sternbild Zwillinge. Im Sternbild Zwillinge befindet sich die Sonne ungefähr in der Zeit zwischen 21. Juni und 20. Juli.
Nach dem Tetrabiblos des Claudius Ptolemäus
- sind die Zwillinge männlich (I.12), und
- der Merkur (I.17) ist Herrscher des Zeichens.

Als melothesische Entsprechung wurden den Zwillingen in der antiken Iatroastrologie als menschliche Körperteile Schultern, Arme, Hände und Finger zugeordnet. Die zugeordnete Gottheit war Apollo.
Mit Waage und Wassermann bilden die Zwillinge das Trigon des Elements Luft und mit Jungfrau, Schütze und Fische das Quadrat der vier beweglichen Zeichen.
Das Zeichen war bereits Teil des babylonischen Tierkreises. Auf den MUL.APIN-Tafeln erscheint es als „Große Zwillinge“ (MAŠ.TAB.BA.GAL.GAL).
Dargestellt wird das Zeichen seit der Antike als zwei sich wechselseitig umarmende oder an den Händen haltende Jünglinge. Auf dem Tierkreis von Dendera erscheinen die Zwillinge als Mann und Frau. Der Ursprung des astrologischen Symbols ist unklar. Es kann sich um eine Stilisierung des Sternbildes handeln oder auch um das römische Zahlzeichen II, das dann für die beiden Zwillingssterne Castor und Pollux steht.
Das Unicode-Zeichen für das Symbol ist U+264A (♊).